# Calogero Vizzini
Calogero Vizzini (24. července 1877 Villalba – 10. července 1954 Villalba ) byl italský politik a legendární gangster, vůdce italské mafie v sicilském městě Villalba.
Přezdívaný Don Calò, je Vizzini považován za nejvlivnějšího poválečného představitele sicilské organizace Cosa Nostra. Byl označován jako "muž cti", představitel staré mafiánské školy, kdy nejmocnější členové mafie vystupovali jako hlídači pořádku a drželi si vysoký společenský status. Ač jsou s jeho nástupem k moci spojeny desítky násilných aktů (včetně prokázaných 39 vražd), v pozdní fázi svého života podnikal především legálním způsobem a násilí používal zcela výjimečně. Právě kolem jeho moci se točí obrovský mýtus, kdy podle historiků média tohoto gangstera silně přecenila a dokonce ho považovala za nejmocnějšího mafiána na Sicílii.
Nejvýznamnější roli sehrál Don Calò během druhé světové války, kdy aktivně podporoval vojska Spojenců při jejich invazi do Itálie v roce 1943 (Operace Husky), čímž napomohl pádu fašistického režimu. Před druhou světovou válku, když působil jako obchodník s dobytkem a sulfurem, však byl přítelem a přímým podporovatelem Benita Mussoliniho, jehož kampaň na Sicílii vedl. Po převzetí moci se však italský diktátor rozhodl zlikvidovat bývalé spojence na Sicílii, kteří by mohli jeho moc ohrozit a v roce 1926 prohlásil Vizziniho nepřítelem státu, do Palerma poté dosadil muže jménem Cesare Mori, který započal represe proti mafiánským organizacím. V důsledku Moriho represí ztratil Don Calò většinu své moci. Americká invaze mu ji navrátila, když ho americká správa okupovaných území jmenovala plukovníkem US Army a také starostou města, kterému dřív vládl jako mafiánský boss, Villalby. Těsně po skončení války se stal tváří znovunastolení řádu, který je udržován mafií a byl právě v předválečném a válečném období fašistickou vládou tvrdě potírán. Po porážce Mussoliniho se angažoval v aktivní politice jako demokrat, z počátku jako člen Hnutí za nezávislost Sicílie a později jako člen křesťanskodemokratické strany, když se myšlenka samostatné Sicílie ukázala jako nereálná. Byl zapřisáhlým antikomunistou, přičemž se dostával do sporu s komunisty jako byl Girolamo Li Causi, kteří jej obviňovali z vykořisťování obyvatelstva ale také socialisty jako byl Michele Pantaleone, kteří chtěli zabránit propojení politiky a organizovaného zločinu. Tyto spory vedly k násilnostem, při nichž musela zasahovat italská armáda. V následujících letech pak italská mafie napadala a vraždila levicové aktivisty v Sicílii jako na běžícím páse.
Mezi známé Vizziniho spolupracovníky patřil Vito Genovese, se kterým Don Calò vládl černému trhu v Itálii, přičemž k pašování Vizzini zneužíval také své kontakty v americké okupační armádě. Na druhou stranu spolu zásobovali základními potravinami hladovějící oběti války v Neapoli. Dalším z mužů, se kterými spolupracoval byl také Charles "Lucky" Luciano, který Vizziniho navštěvoval a také s ním založil v Palermu laboratoř na heroin.

## Mafia II
Jeho herní podoba se objevila v české hře Mafia II, konkrétně na konci 1. kapitoly Domovina, kde vyzývá sicilské vojáky, aby se vzdali.